# 卡爾·西奧多·凡·畢洛堤
卡爾·西奧多·凡·畢洛堤（Karl Theodor von Piloty，1826年10月1日—1886年6月21日）是一位德國畫家，以歷史主題聞名，被公認為德國寫實畫派的傑出代表。

## 生平
卡爾·西奧多·凡·畢洛堤出生於慕尼黑。他的父親費迪南德·畢洛堤（Ferdinand Piloty，卒於1844年）是一位享有盛譽的平版畫家。1840年，卡爾·西奧多·凡·畢洛堤考上慕尼黑美術學院，師從藝術家卡爾·紹恩（Karl Schorn）和尤利烏斯·施諾爾·馮·卡羅爾斯菲爾德（Julius Schnorr von Karolsfeld）。一年後，兩位比利時藝術家愛德華·德·比耶夫（Edouard de Bièfve）和路易·加萊特（Louis Gallait）創作的備受讚譽的歷史畫作（被稱為“比利時畫作”）—《貴族的妥協》和《查理五世的退位》—在慕尼黑展出，這些畫作對歷史題材的寫實描繪給卡爾·西奧多·凡·畢洛堤留下了深刻的印象 。
卡爾·西奧多·凡·畢洛堤在遊歷比利時、法國和英國之後，開始從事風俗畫創作，並於1853年創作了作品《奶媽》（Die Amme），該作品因其獨特的風格在當時的德國引起了不小的轟動。